# Южная плита Бисмарка

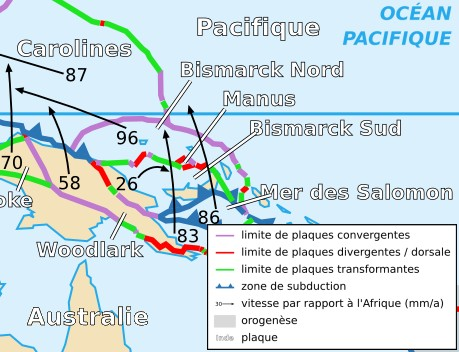
Карта расположения Южно-Бисмарской плиты

Южно-Бисмаркская плита (англ. Plaque de Bismarck Sud) — тектоническая микроплита. Имеет площадь 0,00762 стерадиан. Обычно ассоциируется с Тихоокеанской плитой.
Фундаментом части архипелага Бисмарка (Новая Британия), часть северо-восточного побережья Новой Гвинеи, северо-запада Соломоново моря, и южной части моря Бисмарка.
Конвергентная граница на южной границе, включая зоны субдукции, образовали Новую Британию и Соломоновы острова.
Граничит с плитами Вудларк, Северо-Бисмарской, Манус и плитой Соломонова моря.